# Polen in der Schweiz
Die Polen in der Schweiz bilden eine grosse Gruppe von Einwanderern und eine ethnische Minderheit in der Schweiz. Die polnische Zuwanderung in die Schweiz hat seit 2000 kontinuierlich zugenommen. Gegenwärtig leben mehr als 36'000 Polen in der Schweiz (Stand 2020). Das Polenmuseum Rapperswil war von 1870 bis 1927 «Polnisches Nationalmuseum» und ist die älteste polnische Einrichtung in der Schweiz. Das 1936 gegründete Kosciuszko-Museum in Solothurn ist das älteste von vier Museen, die den Freiheitskämpfer Tadeusz Kościuszko ehren.

## Geschichte
Während des Konzils von Basel hielten sich zwischen 1431 und 1449 mehr als 100 Polen für längere Zeit auf Schweizer Gebiet auf. Etwa 100 Jahre später wurde Erasmus von Rotterdam, der mit seinen Werken in Polen einen starken Einfluss ausübte, von hochgestellten Persönlichkeiten aus Polen besucht. Jan Łaski (Johannes a Lasco) wurde sein Lieblingsschüler und Mäzen. Korrespondenzen und Widmungsbriefe belegen auch den intensiven Austausch mit Personen aus dem Umkreis von Erasmus. Um die Mitte des 16. Jahrhunderts waren neben der Universitätsstadt Basel auch die Reformationszentren Genf und Zürich Besuchsziele. Der Calvinismus verbreitete sich besonders in der Oberschicht Kleinpolens. Von der Mitte des 16. bis zur Mitte des 17. Jahrhunderts schrieben sich etwa 290 Studenten aus Polen an der Universität Basel ein, andere besuchten die Höheren Schulen der reformierten Städte. König Jan III. Sobieski ernannte 1677 Giovanni Antonio Marcacci aus Locarno zu seinem Gesandten bei der Eidgenossenschaft. 
Mit der dritten Teilung Polens verschwand dieser Staat 1795 von der Landkarte. Peter Josef Zeltner aus Solothurn beherbergte den Freiheitskämpfer Tadeusz Kościuszko in Frankreich. Sein Bruder Xaver Zeltner nahm diesen in Solothurn auf, wo Kościuszko im Oktober 1817 starb. Nach dem Novemberaufstand von 1830/1831 wurden polnische Verbände in Ostfrankreich interniert. Im April 1833 kamen etwa 500 Soldaten und Offiziere über den Jura, um den Frankfurter Wachensturm zu unterstützen. Da dieser scheiterte, baten sie im Kanton Bern um Asyl. Die «polnische Flüchtlingsangelegenheit» des Kantons wurde erst im November mit französischer Unterstützung gelöst. Ein Drittel von ihnen blieb in der Schweiz und beteiligte sich im Februar 1834 in grosser Zahl am Savoyerzug zur Befreiung Sardiniens. Fünf Polen waren beteiligt, als unter Führung von Giuseppe Mazzini der politische Geheimbund «Junges Europa» am 15. April 1834 in Bern gegründet wurde. Am 12. Mai folgte die Gründung des «Jungen Polens» (Młoda Polska). Zu den Wirkungszentren polnischer Emigranten gehörte auch die Stadt Biel. Während die Teilnehmer am Savoyerzug ausgewiesen wurden, konnten andere in der Schweiz bleiben. Jan Paweł Lelewel baute als Kantonsingenieur das Berner Strassennetz aus und errichtete zahlreiche Brücken. Władysław Plater (Ladislaus von Broel-Plater) kam 1844 in die Schweiz und wurde in Kilchberg der Nachbar von Conrad Ferdinand Meyer. Er gab von 1864 bis 1865 und von 1866 bis 1870 die Blätter «Der Weisse Adler» und «Niepodległość» (Unabhängigkeit) heraus. 
Nach dem Aufstand in der Provinz Posen kamen 1848 wieder polnische Legionäre die Schweiz und wurden in Bern und Neuenburg interniert. Ludwik Mierosławski blieb 1849 für drei Monate in die Schweiz. In den liberalen Kreisen der Schweiz entstand während des Januaraufstands von 1863 eine Welle der Begeisterung und Hilfsbereitschaft für Polen. Gottfried Keller war Gründer und Sekretär der politisch-humanitären Hilfsorganisation «Schweizerisches Zentralkomitee für Polen» in Zürich, bei dem Graf Plater mitwirkte. Es koordinierte kantonale und lokale Polenkomitees. Diese entschieden auch über die Lieferung von Waffen. St. Gallen lieferte für die Ostschweiz Waffen ins Kriegsgebiet, während beispielsweise Schaffhausen dies strikt ablehnte. Nach dem Scheitern des Aufstands waren es insgesamt etwa 2500 Flüchtlinge, die die Schweiz aufsuchten und von den Komitees betreut wurden.
Das Polnische Nationalmuseum (Polskie Muzeum Narodowe) wurde am 23. Oktober 1870 im Schloss Rapperswil eröffnet. Es ist die älteste polnische Einrichtung in der Schweiz. Władysław Plater bewahrte mit der Einrichtung auch das Gebäude vor dem Abbruch. Von 1936 bis 1952 zeigte es als «Museum des zeitgenössischen Polen» Gegenwartskunst. Das «Polenmuseum Rapperswil» wurde 1975 eröffnet.
Mehrere Tausend Polen studierten in den Jahren von 1880 bis 1918 in der Schweiz. Grund waren die verschiedenen Einschränkungen in den Teilungsgebieten und die zunehmende Russifizierung im Osten. Sie wählten häufig Medizin oder naturwissenschaftliche Fächer. Hochschullehrer Lehrer und spätere Führungskräfte im unabhängigen Polen hatten ihre Ausbildung in der Schweiz absolviert. Gabriel Narutowicz studierte von 1887 bis 1891 Bauwesen am Eidgenössischen Polytechnikum (heute ETH). Als Ingenieur entwarf er Wasserkraftwerke, Wasserversorgungs- sowie Kanalisationsanlagen und erhielt das Schweizer und Zürcher Bürgerrecht. Zuletzt war er Professor und Dekan der Fakultät für Wasserbau an der ETH in Zürich und hatte Ämter bei der Stadt und der Regierung inne. Nach seiner Rückkehr nach Polen wurde er 1922 erster Präsident der Zweiten Polnischen Republik und wurde fünf Tage später ermordet. Ignacy Mościcki, Präsident von 1926 bis 1939, bekam 1908 das Bürgerrecht von Chandon. Er starb am 2. Oktober 1946 in Versoix. Der Komponist Ignacy Jan Paderewski wurde 1919 erster Ministerpräsident und Außenminister Polens. Als Botschafter beim Völkerbund kehrte er Ende 1919 in die Schweiz zurück. Nach Piłsudskis Putsch von 1926 formierte er 1936 die «Front von Morges». Die Botschaft der Republik Polen in der Schweiz wurde 1919 eröffnet.
Die 2. polnische Infanterieschützen-Division unterstützte während des deutschen Westfeldzugs Anfang Juni 1940 die 8. französische Armee. Vom Nachschub abgeschnitten, überschritt sie am 19. und 20. Juni 1940 unter dem Kommando von Bronisław Prugar-Ketling die Schweizer Grenze. Die mehr als 12'000 Mann wurden in der Internierung im ganzen Land verteilt. Sie leisteten Arbeitseinsätze für Landesverteidigung, Strassen- und Brückenbau sowie Landwirtschaft. Hochschullager in Winterthur, Freiburg und Herisau sowie ein Gymnasiallager in Wetzikon boten Ausbildungsmöglichkeiten. Im ganzen Land erinnern Denkmäler, wie die Polenanlage in Zuchwil, Polenwege und -strassen sowie Gedenktafeln an den Aufenthalt und die Tätigkeit der Internierten. Die polnische Exilgesandtschaft in Bern wirkte als nachrichtendienstliche «Drehscheibe» und informierte die Alliierten über das Kriegsgeschehen und den Holocaust im Osten. Nach Kriegsende blieben etwa 500 Polen in der Schweiz und erhielten später das Bürgerrecht.

## Demografie
Die Zahl der Polen in der Schweiz stieg während der Verhängung des Kriegsrechts in Polen von 2215 im Jahr 1980 auf 4370 im Jahr 1982 an. In den Jahren 1985 und 1990 betrugen die Zahlen 4513 und 5264, 1995 und 2000 waren 5071 und 4183 Polen in der Schweiz. Nach dem Systemwechsel in Polen waren die Zahlen von 1992 bis 2000 rückläufig. Seit der Aufnahme Polens in die Europäische Union (2004) stiegen die Zahlen kontinuierlich an: 5'448 (2005), 11'682 (2010), 24'872 (2015) und 36'158 (2020).
Hinzu kommt die saisonale Wanderungsbewegung von Arbeitskräften in der Landwirtschaft seit der Wende. 

## Polnische Einrichtungen in der Schweiz
- Polnische Botschaft in Bern (Liste der Botschafter)
- Stiftung Archivum Helveto-Polonicum in Freiburg im Üechtland
- Polenmuseum Rapperswil
- Kosciuszko-Museum in Solothurn
- «Nasza Gazetka», Zeitschrift der Auslandspolen in der Schweiz
- Polnische Katholische Mission in der Schweiz
- Polnische Vereinigung in Genf
- Polnische Vereinigung in Lausanne (Association Polonaise de Lausanne)
- Tanzgruppen «Lasowiacy» und «Piast» (letztere auch Gesangsgruppe)

## Belege
1. ↑  Bundesamt für Statistik: Ständige ausländische Wohnbevölkerung nach Staatsangehörigkeit, 1980–2020. (XLSX-Tabelle, Stand: 1. September 2021)